# Campos de Pepe Rojo
Los campos de rugby Pepe Rojo se encuadran dentro de las instalaciones del Complejo deportivo Ciudad de Valladolid, España. Reciben el nombre del que fuera presidente de la Federación de Rugby de Valladolid en la década de 1960, José Rojo Giralda.

## Instalaciones

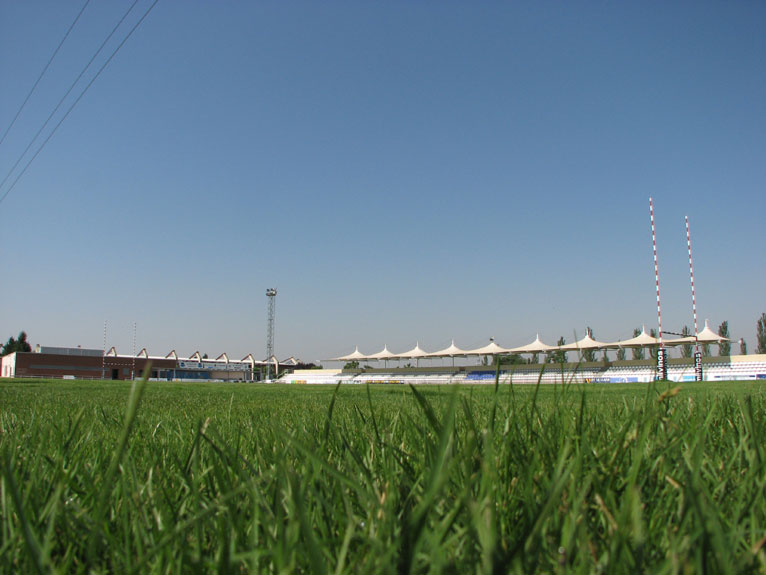
El campo visto desde el césped

El complejo cuenta con cinco campos de rugby (campo n.º 1 - principal; campo n.º 2; campo n.º 3 - 'atletismo'; campo n°4 y ; campo n.º 5 - 'artificial' ), de los cuales los campos n.º 1 y n.º 2 se usan regularmente para competiciones oficiales de primer nivel (División de Honor, División de Honor B, Copa de SM El Rey...). En Pepe Rojo compiten los dos equipos de rugby más importantes de Valladolid: el INEXO El Salvador y el VRAC Quesos Entrepinares. 
El campo n.º 1, que es el principal del complejo, dispone de una tribuna cubierta con asientos en el lateral oeste, así como de una grada descubierta en el lateral este, más una pequeña grada en el fondo norte, habiendo sido remodelada y ampliada la grada este y construido el fondo en 2016 (el estadio registra grandes entradas cuando los dos equipos disputan el derbi local, o se disputa una final de División de Honor de Rugby). Con esta remodelación se consiguió ampliar la capacidad de Pepe Rojo en 1150 asientos, alcanzando así la cifra de 5000 localidades de asiento en el campo n.º 1. 
En el campo principal se disputan los partidos de la División de Honor de Rugby, de la Copa del Rey de Rugby, de la Copa Ibérica de rugby y de la European Challenge Cup. En 2009, fue sede de los partidos que la franquicia local, Vacceos Cavaliers jugó en la Liga Superibérica.
También han sido sede de algunos partidos de la selección española de rugby. El último, disputado el 5 de junio de 2010 contra la potente selección de Japón.

## Partidos internacionales

### Selección española absoluta
La selección española ha disputado tres encuentros en Valladolid, uno de European Rugby Challenge Cup de la temporada 1999-00 y dos amistosos.
| 15 de enero de 2000 | España | 19-24 | Bridgend Ravens | Campos de Pepe Rojo, Valladolid, |  |

| 5 de junio de 2010 | España | 3-60 | Japón | Campos de Pepe Rojo, Valladolid, |  |

| 11 de junio de 2011 | España | 6-55 | Inglaterra | Campos de Pepe Rojo, Valladolid, |  |

## Comunicaciones
| Servicio        | Servicio               | Estación                                                            | Distancia al estadio |
| --------------- | ---------------------- | ------------------------------------------------------------------- | -------------------- |
| Autobús         | Autobús                | Estación de autobuses de Valladolid                                 | 12,6 km              |
| Renfe Operadora | Tren (Renfe Operadora) | Estación de Valladolid-Campo Grande                                 | 8,7 km               |
| Aeropuerto      | Avión                  | Aeropuerto de Valladolid (Villanubla)                               | 20,5 km              |
| Taxi            | Taxi                   | Calle del Astrofísico Carlos Sánchez esquina Paseo de Juan Carlos I | 3,5 km               |